# Onkel Emil
Onkel Emil war eine Berliner Widerstandsgruppe im Dritten Reich. Sie war nicht ideologisch, sondern humanitär motiviert und bestand vorwiegend aus Journalisten, Ärzten und anderen Intellektuellen.

## Mitglieder und Tätigkeit

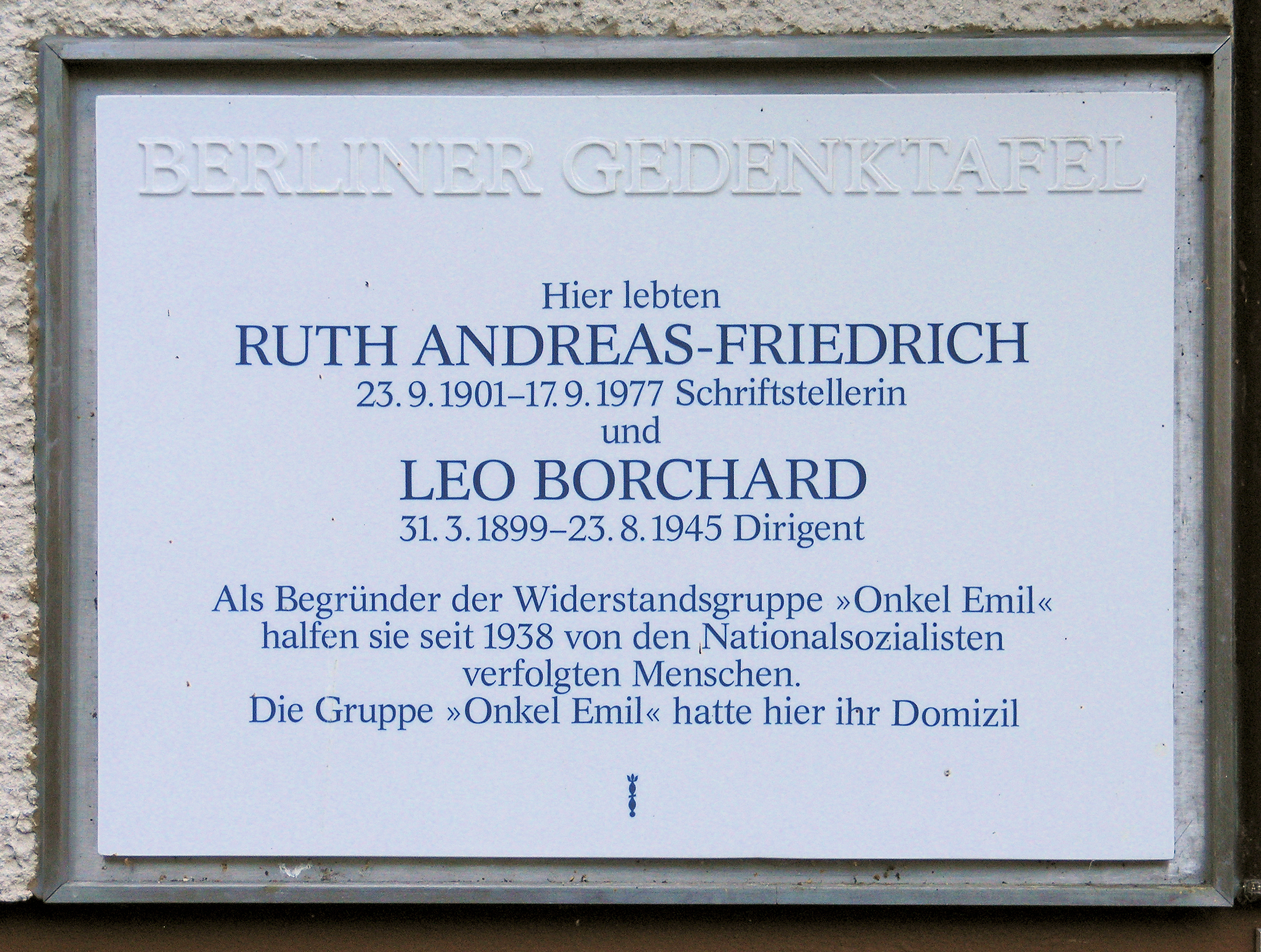
Berliner Gedenktafel am Haus Hünensteig 6 in Berlin-Steglitz

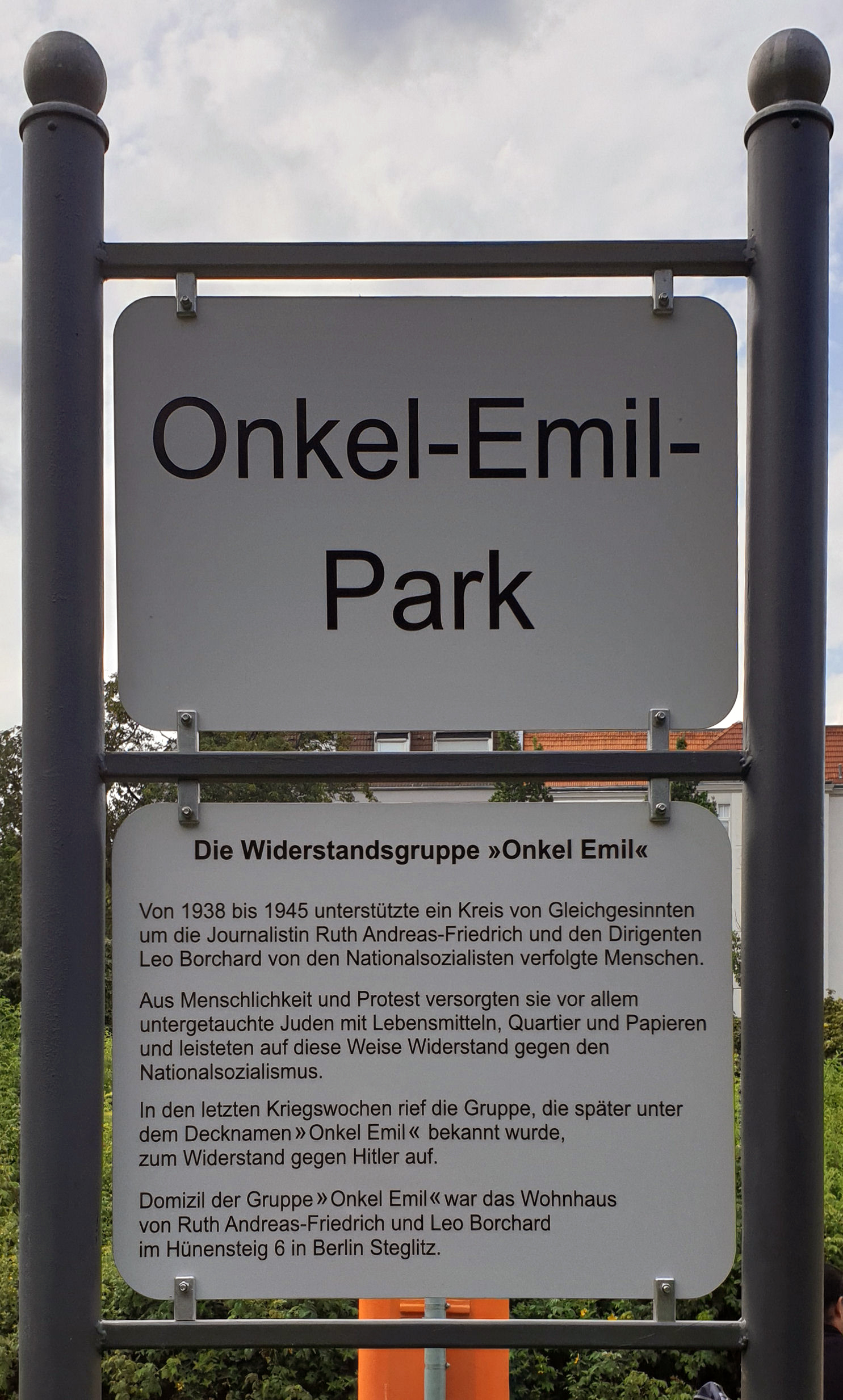
Onkel-Emil-Park in Berlin-Steglitz

Die Gruppe fand sich im Winter 1938 um die Journalistin Ruth Andreas-Friedrich und den Dirigenten Leo Borchard zusammen. Zum inneren Zirkel der Vereinigung gehörten laut Tätigkeitsbericht der Gruppe weiterhin die Schauspielerin Karin Friedrich (die Tochter von Ruth Andreas-Friedrich), der Schriftsteller Fred Denger, der Konditormeister Walter Reimann und seine Frau Charlotte, der Arzt Josef Schunk und der Facharzt Walter Seitz. Es gab eine Anzahl weiterer aktiver Mitarbeiter.
Die Gruppe wurde nach ihrem Warnruf benannt. In den Tagebuchaufzeichnungen von Ruth Andreas-Friedrich erscheint der Name „Onkel Emil“ nicht, dort wird die Gruppe (ironisch) als „Ringverein“ oder einfach als „Clique“ bezeichnet. Die Gruppe half als privates Netzwerk unter hohem persönlichen Risiko verfolgten Juden und anderen Verfolgten des Naziregimes mit Verstecken, Verpflegung und Papieren. Außerdem unterstützte sie die Familien politisch Verfolgter und verbreitete Flugblätter der „Weißen Rose“.
Offizielle Dokumente des NS-Staates über die Gruppe existieren nicht, da sie bis zum Kriegsende nicht entdeckt wurde. Stattdessen schrieben Mitglieder der Gruppe selbst einen Bericht über ihre Tätigkeit. Das Dokument mit dem Titel Tätigkeitsbericht der Gruppe ‚Onkel Emil‘ aus den letzten Monaten der Kampfjahre war als Manifest für die Nachwelt konzipiert und wurde am 14. Mai 1945 von sechs Mitgliedern unterzeichnet. Weitere Primärquellen zur Tätigkeit der Gruppe sind Ruth Andreas-Friedrichs Tagebuch, das 1947 unter dem Titel Der Schattenmann veröffentlicht wurde, und Karin Friedrichs Buch Zeitfunken (2000).

## Würdigung
Im Oktober 1988 wurde eine Gedenktafel für Ruth Andreas-Friedrich und Leo Borchard an ihrem ehemaligen Wohnhaus Hünensteig 6 in Berlin-Steglitz angebracht.
Ruth Andreas-Friedrich wurde im Jahr 2002 von Yad Vashem als „Gerechte unter den Völkern“ ausgezeichnet, ihre Tochter Karin im Jahr 2004.
Im Jahr 2012 eröffnete die Weiße Rose Stiftung eine Ausstellung zur Widerstandsgruppe „Onkel Emil“ in der DenkStätte Weiße Rose in München. Die Gruppe „Onkel Emil“ ist auch thematischer Bestandteil der Wanderausstellung zur Weißen Rose, welche die Weiße Rose Stiftung in zehn Sprachen zum Verleih anbietet (Stand 2021).
Im Juli 2021 erhielt die bis dahin namenlose Grünfläche hinter dem Forum Steglitz den Namen Onkel-Emil-Park.

## Notizen
1. ↑  Ruth Andreas-Friedrich: Der Schattenmann. Tagebuchaufzeichnungen 1938–1945. Taschenbuchausgabe mit einem Nachwort von Jörg Drews, Berlin 1986, ISBN 3-518-37767-1, S. 301 ff.
2. 1 2 3  Einweihung des „Onkel-Emil-Parks“ in Steglitz Bezirksamt Steglitz-Zehlendorf, 2021 (mit Informationen zur Gruppe „Onkel Emil“).
3. ↑  Andreas Ruth (Friedrich); Daughter: Hess Karin in der Datenbank der Gerechten unter den Völkern, Yad Vashem (englisch)
4. ↑  Weiße Rose Stiftung: Wanderausstellungen: Onkel Emil (Memento vom 8. Dezember 2015 im Internet Archive)
5. ↑  Ausstellungsverleih Weiße Rose Stiftung, abgerufen am 31. Oktober 2021.